# Pseudomerelina
Pseudomerelina is een geslacht van weekdieren uit de klasse van de Gastropoda (slakken).

## Soort
- Pseudomerelina mahimensis (Melvill, 1893)